# Krüppel
Krüppel es un gen gap que codifica una proteína con dedos de zinc con cuatro dominios de dedos de zinc repetidos en tándem.
Krüppel significa literalmente "lisiado" en alemán.
Esta proteína controla el desarrollo del cigoto desde una etapa temprana en el crecimiento, generando un hueco en el reordenamiento heterogéneo de las células. También controla el acceso a varios otros genes, imponiendo orden en el desarrollo del embrión.
Recientemente se están llevando a cabo con otros factores semejantes a Krüppel encontrados en el corazón, pero están mejor caracterizados por su papel en carcinogénesis.